# Страдање (књига)
Страдање (енгл. Torment) је други роман у серијалу Пад (енгл. Fallen) ауторке Лорен Кејт (енгл. Lauren Kate). Представља књижевност за младе, жанр фантазија и паранормална романса објављена 2010. у Dell Publishing, а у Србији 2011. године у издаваштву Делфи. Прати наставак приче о Лусинди Прајс, коју прати проклетство да умире на сваких седамнаест година након што се упусти у романтичну везу са палим анђелом Данијелом. Међутим, овог пута се ситуација одвија другачијим током, Данијел је одлучан да сачува Лус од непријатељских сила док се удружује са другим анђелима и демонима осамнаестог дана дугог примирја. Шаље Лус у престижну школу у Северној Калифорнији, где она упознаје велики број ученика нефилима који тек треба да изаберу између добра и зла. Лус је фрустрирана Данијеловом неспремношћу да буде искрен према њој и одлучна је да сама открије истину. Књига се и даље углавном врти око концепта религије, палих анђела и реинкарнације са увођењем путовања кроз време.
Већина критика је била повољна, Гудридс ју је оценио са 3,9 од 5, Common Sense Media оценом 3 од 5 и Fantasy Book Review 8,7 од 10. Кери Р. Видон из Common Sense Media је изјавила да је ова књига романтично чистилиште, заглављено и наизглед не води никуда. Оценила је први део као бољи, упоредивши га са Сумраком. Book, Nerd & Critic је, међутим, оценио ову књигу као невероватну, са двоструко већом количином драме, неизвесности, мистерије и страсти од претходне. Роман је освојио прво место на листи бестселера Њујорк Тајмса 17. октобра 2010. и на тој позицији је остао недељу дана. Као и њена претходница, књига је такође преведена на више од тридесет језика.

## Синопсис

### О књизи
Након драматичних догађаја у Паду, Кем и Данијел склапају осамнаестодневно примирје како би заштитили Лус. Шаљу је у престижну школу у Северној Калифорнији, где она упознаје велики број ученика нефилима који тек треба да изаберу између добра и зла. Лус тамо сазнаје више о својим прошлим животима уз помоћ нефилима Шелби, њене цимерке, и Мајлса, чија наклоност изазива сумњу у њену везу са Данијелом, који намерава да учини све како би је заштитио. Откривајући неке од својих прошлих живота, Лус схвата како је њихова љубав повредила хиљаде породица са којима је некада живела. Током боравка у школи, подела између анђела и демона постаје нејасна Лус када открије да се Данијел и Кем боре заједно. Понекад је Данијел посећује како би је усрећио упркос ситуацији. Једном сазнаје да је он имао везу са њеном тадашњом школом пре много година, а другом приликом је видео Мајлса како љуби Лус на прозорској дасци. Убрзо сазнаје да јој претњу представљају и бића која нису ни анђели ни демони. Лусини родитељи организују забаву за Дан захвалности, а када изађу, Лусини непријатељи долазе у њено двориште да се боре против анђела. Лус сазнаје да Мајлс гаји осећања према њој јер само тако може да направи копију те особе. Узнемирена због свега што се десило одлучује да сазна више о својим прошлим животима скачући кроз једну од сенки, остављајући своју прошлост у будућност, а Данијел је прати.

### Главни ликови
Главни ликови књиге Страдање су:
- Лусинда Лус Прајс, Данијел је шаље у нову школу у Калифорнију где верује да ће бити безбедна. Лус не зна од чега се крије, што ће открити касније. Сада жели да открије више о својим прошлим животима, иако Данијел не жели ништа да јој каже, због чега осећа огорченост према њему. Верује да се никада нису срели у неком прошлом животу да је могла да има нормалан живот. Због овог осећања преиспитује своју љубав према Данијелу, све више јој се допада Мајлс због чега осећа кривицу. Због не разумевања узрока дешавања, скаче кроз једну од сенки у нади да ће тако сазнати више о својим прошлим животима и љубави према Данијелу.

- Данијел Григори је пали анђео и Лусин дечко, приморан је да је остави како би је заштитио. Са Кемом је склопио осамнаестодневно примирје како би заједно тражили Лусине непријатеље. У почетку не сме да је посећује како не би привлачио пажњу, али касније проналази начин да се виде. Међутим, сваки пут избија свађа јер је Лус нестрпљива да добије одговоре.

- Камерон Кем Бриел је пали анђео који склапа осамнаестодневно примирје са Данијелом како би заједно тражили непријатеље које су послале старешине који покушавају да убију Лус. У овом делу романа има споредну улогу, али показује своју другу страну понашајући се заштитнички према Лус.

- Аријан Алтер је пали анђео који је на Данијеловој страни. Након спасавања Луси, Шелбија и Мајлса одлучује да остане у њиховој школи како би пазила на Лус. Као и Кем, у овом делу романа има споредну улогу, али открива Лус неке информације и покушава да је убеди да заборави осећања према Мајлсу како би остала са Данијелом.

- Роланд Спаркс је пали анђео који је на Кемовој страни. Пребацује се у нову школу како би пазио на Лус.

- Мери Маргарет Моли је пали анђео који је на Кемовој страни. Допада јој се Шелби за чију личност каже да подсећа на њену.

- Габријела Габи Гивенс је пали анђео који је на Данијеловој страни. Учествује у борби на забави Лусиних родитеља за Дан захвалности.

- Господин Кол је наставник историје у Лусиној новој школи, једини човек који је свестан палих анђела поред ње.

- Кели је Лусина најбоља пријатељица из старе школе коју је похађала као стипендиста пре него што је послата у „Реформу мача и крста”. Открива идентитет Лусиних другова из разреда током борбе на Дан захвалности.

### Нови ликови
Ликови књиге Страдање који се нису појављивали у претходном делу:
- Мајлс Фишер је нефилим и један од првих Лусиних пријатеља у новој школи. Његов таленат је да прави своју копију, као и других вољених људи, иако је то уради само једном пре него што је упознао Лус, са копијом његове маме. Убрзо осваја Лусино поверење и помаже јој да схвати нешто више о њеним непријатељима. Једном ју је пољуби испред њене собе у студентском дому и изјављује јој љубав испред Данијела. Мајлс се допада Лусиним родитељима.

- Шелби Стерис је Лусина цимерка и нефилим. У почетку оставља утисак да не воли Лус, али се временом веже за њу. Помаже јој да манипулише сенкама како би сагледала прошлост и пратила прошле животе.

- Даун је нефилим и Јасминина најбоља пријатељица, једна од Лусиних пријатељица у новој школи. Поседује незаустављив ентузијазам, описана је као живахна и забавна. У почетку Луси и она веома личе, а касније је Луси избледила своју косу у плаво.

- Јасмина је нефилим и најбоља пријатељица са Даун. Описана је као непрестано срећна, веома живахна и брижна особа.

- Стивен Филмор је професор и демон, заљубљен је у Франческу. Даун га понекад назива „Сребрна лисица” јер му је коса боје сребра, а тело витко. Први је учитељ који је пристао на Луси ради са бићима из сенке која су у стању да чувају поруке прошлости.

- Франческа је анђео, заљубљена је у Стивена, али не може да буде са њим јер су на супротним странама. Лус је описује као прелепу жену са златним локнама.

- Фил је Шелбин бивши дечко који шпијунира Луси тако да то нико не зна, чак ни Шелби која му је извор додатних информација. Један је од Лусиних непријатеља, а касније и предводник групе која их напада на забави Лусиних родитеља поводом Дана захвалности.

### Врсте ликова
Ликови књиге Страдање се категоришу у следеће групе:
- Пали анђели у хришћанству представљају анђеле који су прогнани из Раја, као казну за непослушност анђела и побуне против Бога. Најпознатији међу палим анђелима је Сатана.[6]

- Нефилими су настали као последица мешања Ситових синова са Каиновим ћеркама, „синова Божијих са кћерима човечијим”.[7] У роману су неколико нефилима приказани са крилима и са натприродним талентима (нпр. прављење клонова, читање мисли).

- Изгнаник је посебан ранг анђела, Кем их описује као најгоре врсте анђела. За време побуне су стајали поред Сатане, али са њим нису закорачили у подземни свет. Када се битка завршила, покушали су да се врате у рај, али је било прекасно. Кем такође наводи да је Сатана, када су покушали да оду у пакао, заувек протерао и ослепео. Ипак, изгнаници имају контролу над остала четири чула. Јуре Лус јер мисле да ће се тако вратити у рај ако је заробе.

- Старешине желе више од свега да виде Лус мртву, госпођица Софија је једна од њих и покушала је да убије Лус на крају првог дела романа.

## Верзије

### Наставци
Серијал се састоји од шест делова, први Пад је објављен 8. децембра 2009, а трећи Потрага 14. јуна 2011.  Четврти део је објављен 12. јуна 2012. године, специјални део између ова два 24. јануара 2012. године, а наредни 10. новембра 2015. Уз књигу је продавана оригинална музика.

### Филмска адаптација
Релативити медија је најавила израду наставка филма Пад, под називом The Fallen Sequence: Torment, заснован на роману Страдање.